# لیسبرگ (جورجیا)
لیسبرگ، جورجیا (به انگلیسی: Leesburg, Georgia) یک شهر در ایالات متحده آمریکا با جمعیت ۲٬۸۰۰ نفر است که در جورجیا واقع شده‌است.

## موقعیت جغرافیایی
موقعیت جغرافیایی شهرها و مناطق اطراف به شرح زیر است: